# Kloster Debre Damo
Koordinaten: 14° 22′ 29″ N, 39° 17′ 31″ O
Das Kloster Debre Damo (amharisch ደብረ ዳሞ, auch mit geminierter Aussprache Debre Dammo oder wissenschaftlich transkribiert Dabra Dāmmo, Däbrä Dammo) liegt im Norden Äthiopiens, westlich von Adigrat in der Tigrayregion. Debre Damo wurde, wie Wehni und Amba Geshen, als königliches Gefängnis für die Erben des Negus genutzt.
Das Kloster kann nur durch ein Seil, das entlang des 24 Meter hohen Felsens gespannt ist, erreicht werden. Es ist bekannt für die Manuskriptsammlung und die erste in Äthiopien errichtete Kirche. Es wird davon ausgegangen, dass das Kloster im 6. Jahrhundert von Abuna Aregawi gegründet wurde. Das mehrfach umgebaute Klostergebäude geht auf das 9. Jahrhundert zurück.
Die Außenwände bestehen aus abwechselnden Lagen von Holz und Kalkstein, die mit überstehenden Baumstümpfen, die von den Einheimischen Affenköpfe genannt werden, eingepasst wurden.
Wenn man die Kirche betritt, sieht man zuerst den Narthex. Auf dem Boden befinden sich Holzschnitzereien, die Pfauen, Affen, Löwen und einige Fabelwesen zeigen. Die Art der Arbeiten erinnert an eine romanische Kirche. Die Steine, die das Dach des Kirchenschiffs tragen, sind Überreste aus Aksum, wobei die Bedürfnisse an die Einrichtung der Kirche den aksumischen Stil durchbrechen.
Das Kloster wird trotz seiner abgeschiedenen Lage regelmäßig von Touristen aufgesucht. Frauen dürfen das Kloster nicht betreten, können aber zum Beten in eine Kirche am Fuße des Hügels gehen.

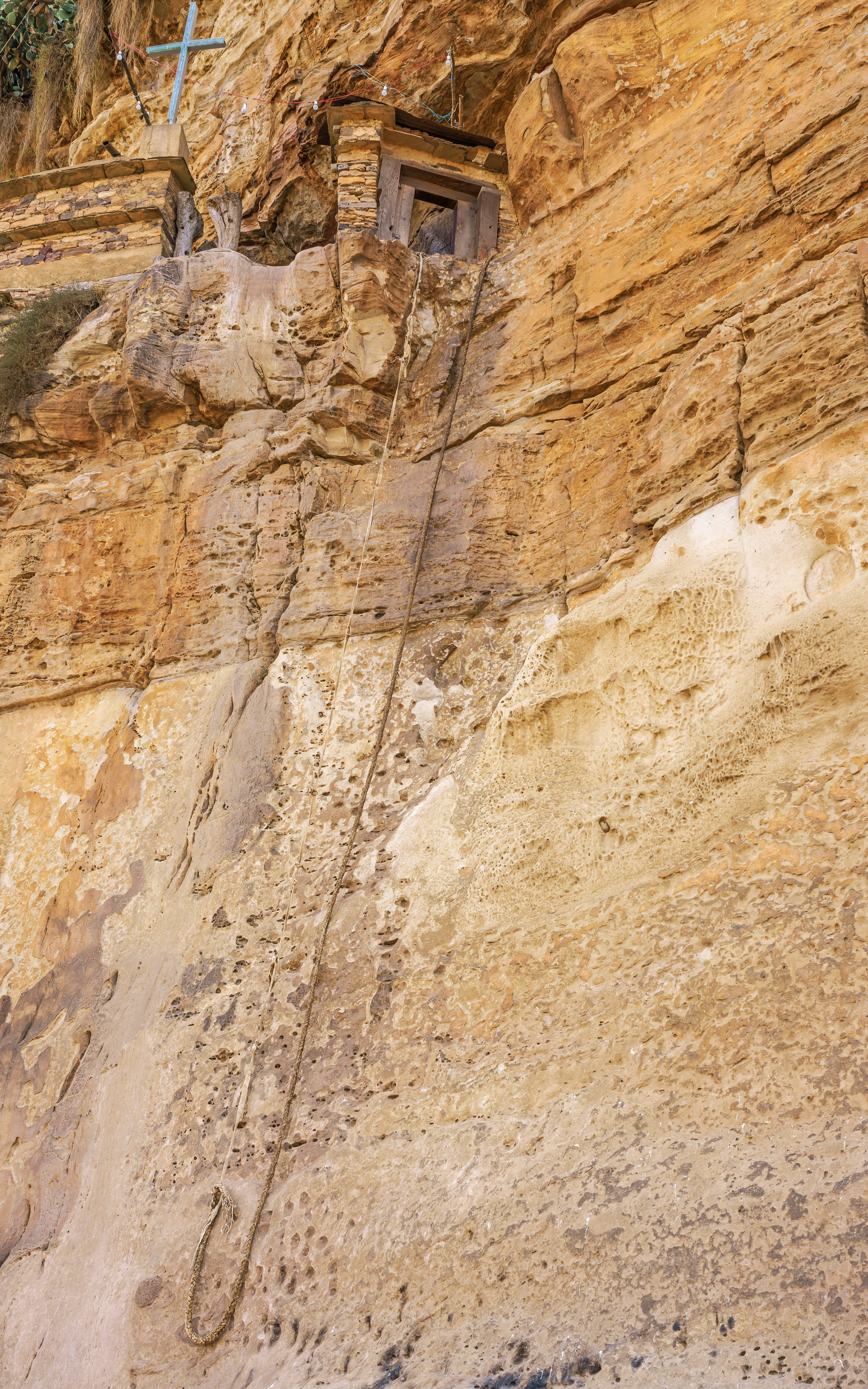
Der Zugang zum Kloster
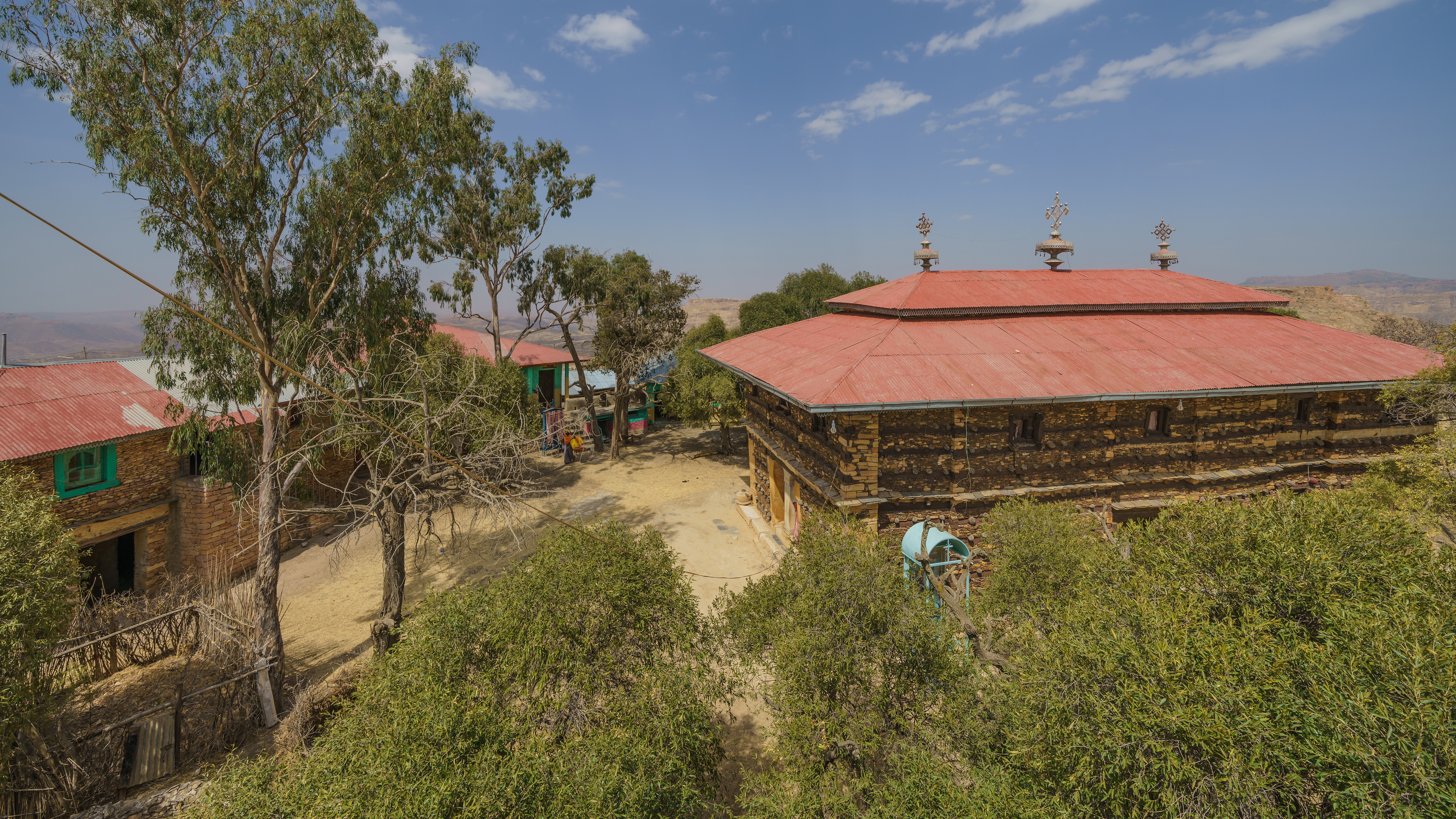
Klosterhof mit Hauptkirche
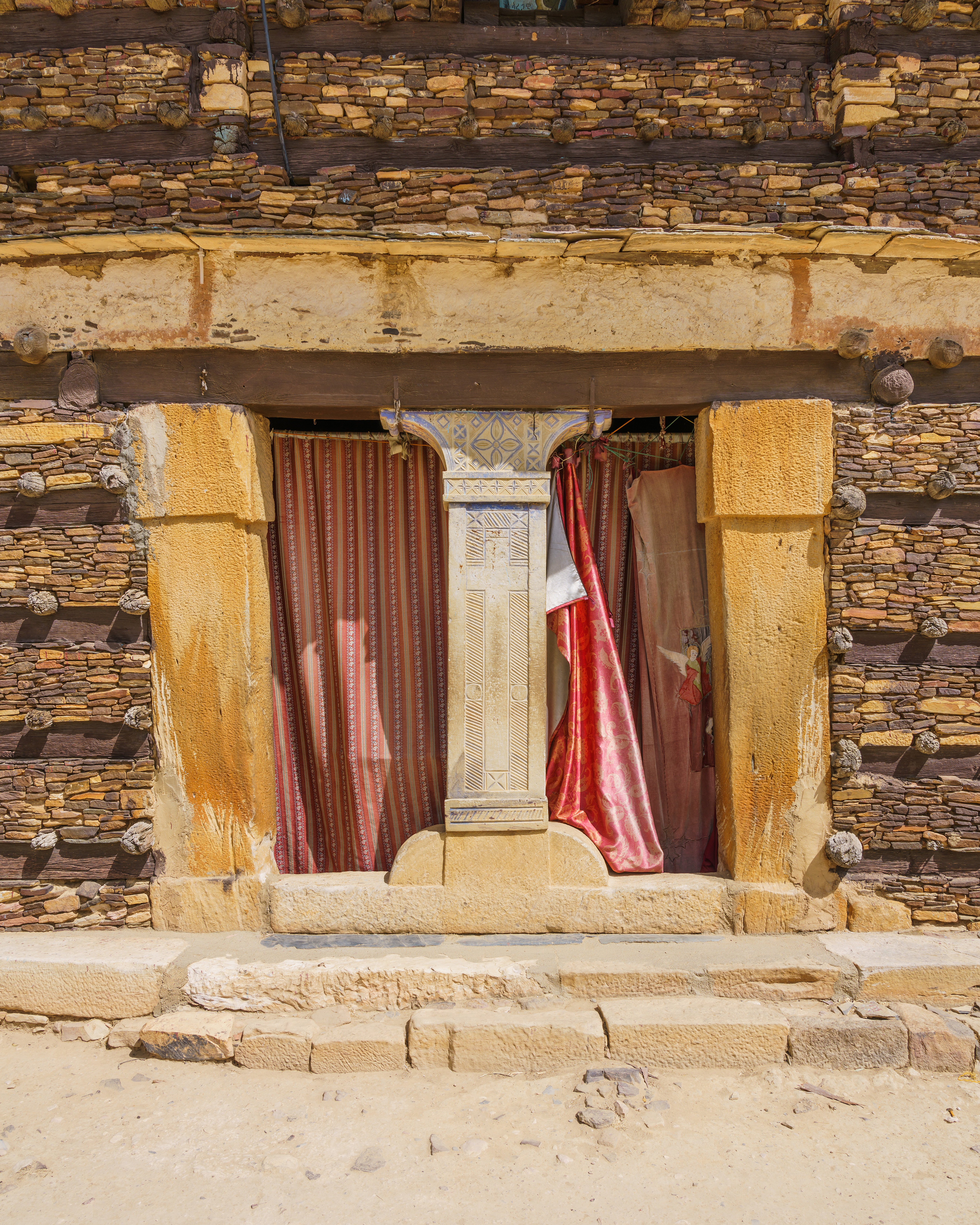
Eingang der Hauptkirche
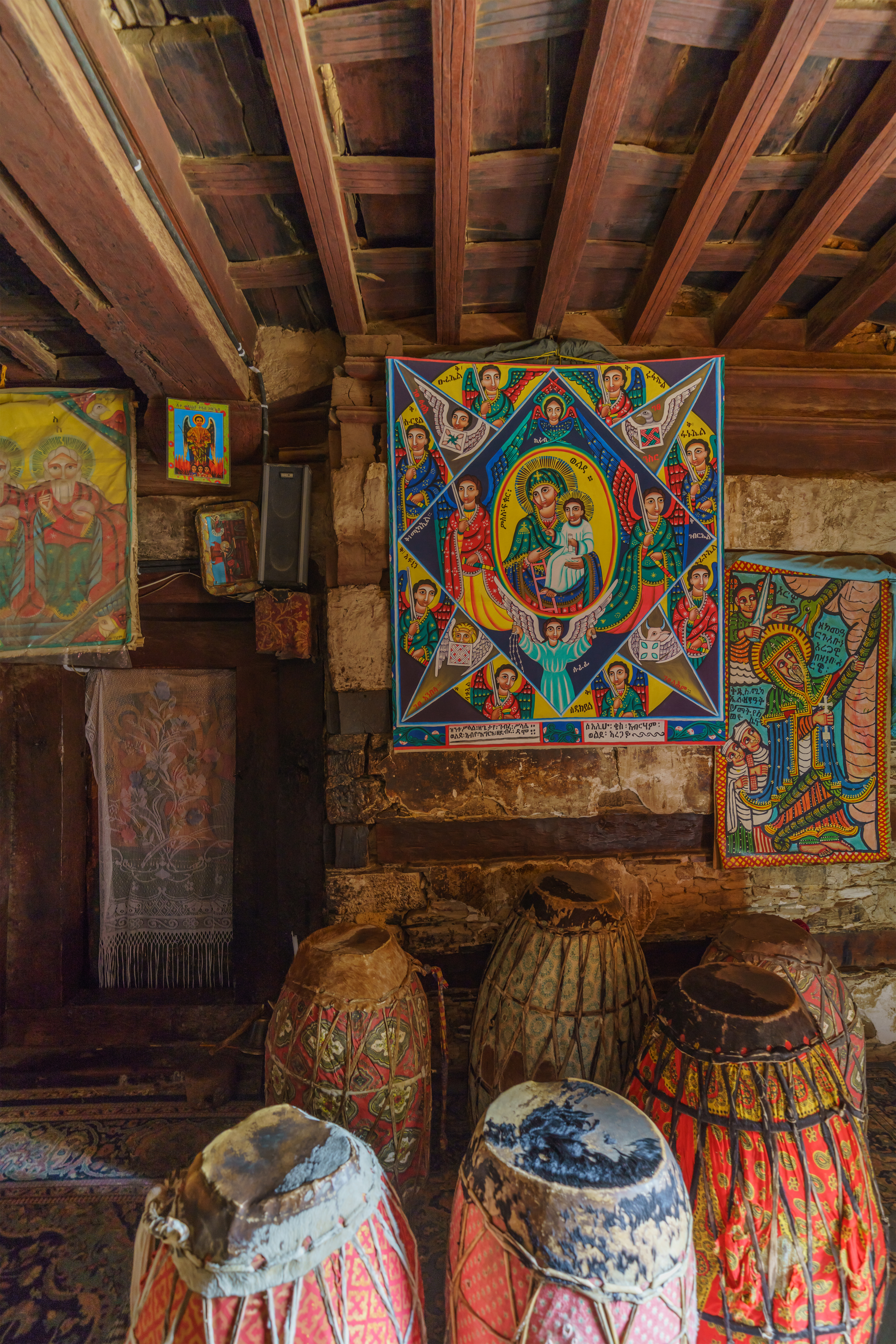
Interieur der Hauptkirche
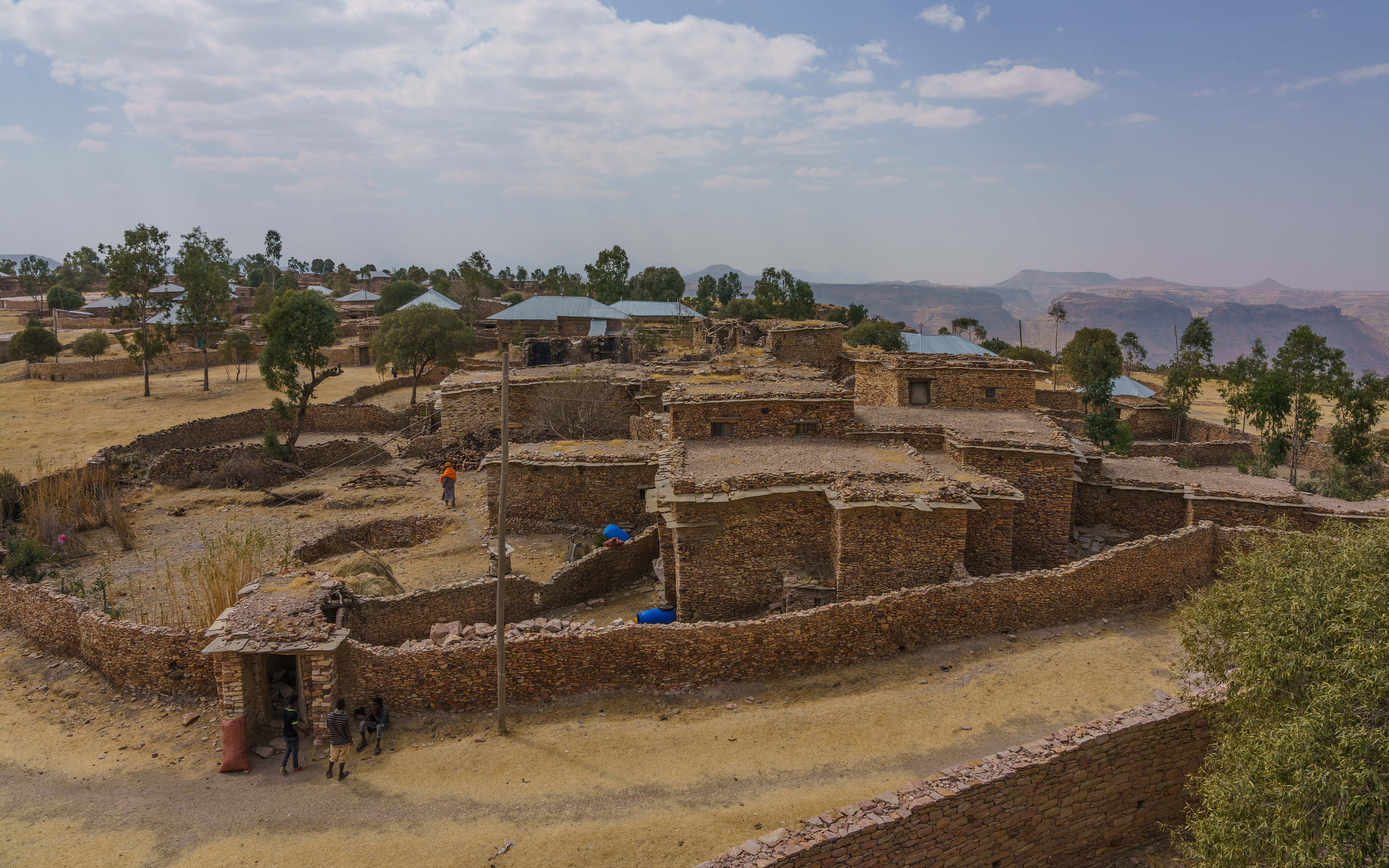
Mönchshütten
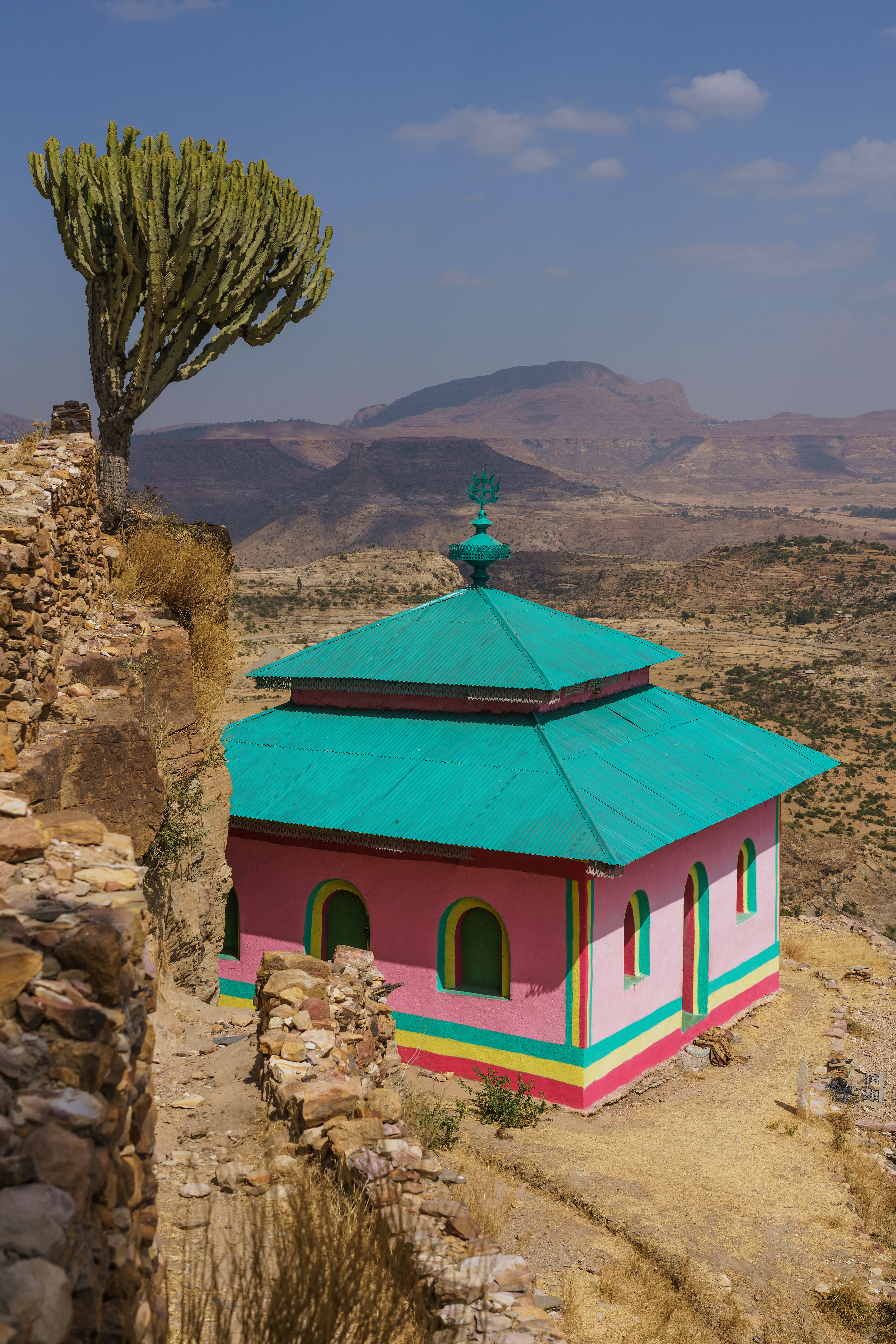
Aregawi-Kirche
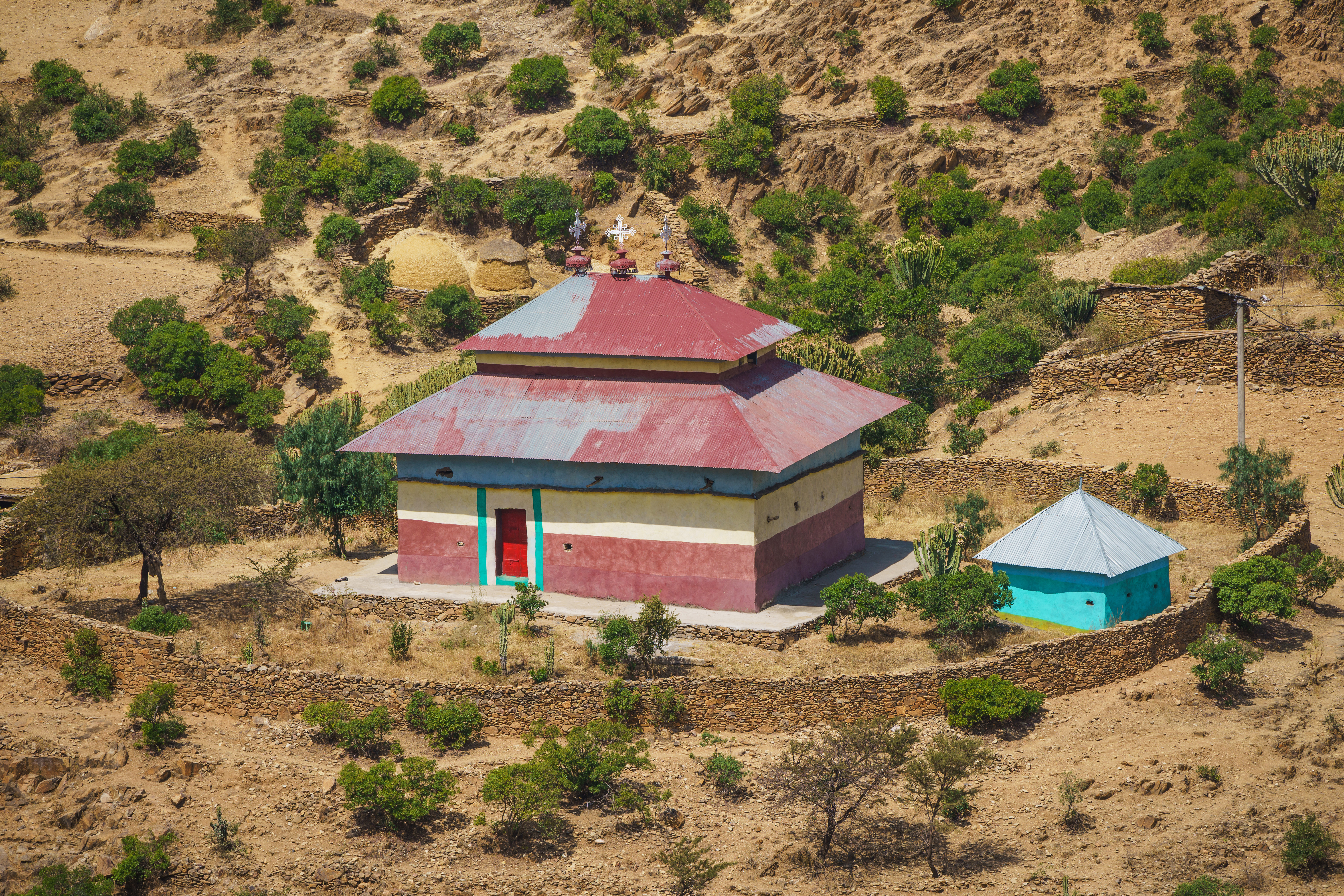
Kirche für Frauen am Fuße des Debre Damo